# Yerouham ben Meshoullam
Yerouham ben Meshoullam (hébreu : ירוחם בן משולם), dit Rabbenou Yerouham (acronyme : רי"ו Ry"ou), est un rabbin et décisionnaire provençal du XIVe siècle (Languedoc, 1290 - Tolède, 1350).

## Éléments biographiques
Yerouham ben Meshoullam aurait vécu, selon Henri Gross dans le Languedoc jusqu’à l’expulsion des Juifs de France, en 1306. Il s’établit alors à Tolède, où il étudie auprès d’Asher ben Yehiel et d’Abraham ben Ismail, un disciple de Salomon ben Adret. Il commence à rédiger ses ouvrages vers 1330.

## Œuvres
Rabbenou Yerouham est l’auteur de deux recueils de Loi juive, intitulés Sefer Meisharim et Sefer Toledot Adam veHava, souvent regroupés sous le nom de Sefer Rabbenou Yerouham. Il indique aussi avoir rédigé des commentaires sur les aggadot mais ils ne semblent pas avoir été conservés. Par ailleurs, on lui attribuait traditionnellement le Sefer issour veheiter mais il est établi que ce livre a été composé par Isaac de Düren.
Le Sefer Meisharim traite de droit civil et monétaire tandis que le Sefer Toledot Adam veHava s’occupe des lois du quotidien et du cycle de la vie. La partie Toledot Adam, qui va de la naissance de l’homme jusqu’à son mariage et traite aussi des bénédictions, prières et autres coutumes, comprend vingt-et-un netivim (« sentiers ») ; la partie Hava va du mariage jusqu’à la mort et contient sept netivim.
Mentionnant des us et coutumes franco-provençales inconnus des autres sources, il est fréquemment cité par des autorités ultérieures dont Joseph Caro dans son Beit Yossef, base du Choulhan Aroukh.

## Sources
- Cet article contient des extraits de l'article « Jeroham ben Meshullam » de la Jewish Encyclopedia de 1901–1906 dont le contenu se trouve dans le domaine public.

- (he) Cet article est partiellement ou en totalité issu de l’article de Wikipédia en hébreu intitulé « ירוחם בן משולם » (voir la liste des auteurs).